# درمان (مهاباد)
درمان یک روستا در ایران است که در دهستان آختاچی غربی واقع شده‌است. درمان ۶۶ نفر جمعیت دارد.